# Sunday Oliseh
Sunday Oliseh, né le 14 septembre 1974 à Abavo (Nigeria) est un ancien joueur de football international nigérian reconverti entraîneur.

## Biographie

### Carrière en club
Tout comme son compatriote Victor Ikpeba c'est au RFC de Liège (D1 belge) qu'il commence sa carrière européenne, en 1990, alors sous les ordres d'Eric Gerets. Il quitte ce club en 1994 pour le club italien de la Reggiana.
Oliseh, surnommé Domenico ou encore Mimmo lors de son passage en Italie, rejoint ensuite l'Allemagne et la Bundesliga.
Licencié du VfL Bochum en mars 2004 à la suite d'une altercation avec un coéquipier, Vahid Hashemian, il voit son contrat résilié par le Borussia Dortmund quelques mois plus tard, en décembre.
En janvier 2006, alors qu'il évolue au KRC Genk, il met un terme à sa carrière à l'âge de 31 ans pour des raisons personnelles.
Il devient par la suite conseiller technique à l'AS Eupen en Belgique. Depuis juin 2008, il est l'entraîneur du RCS Verviers (D3 belge en 2008-2009).
Le 15 juillet 2015, il devient sélectionneur de l'équipe nationale du Nigéria. Sept mois plus tard, il démissionne.

### En sélection
Occupant le poste de milieu de terrain défensif, il est entre autres l'auteur d'un des plus beaux buts de la Coupe du monde 1998, lors du premier tour, face à l'Espagne, qui est éliminée de la Coupe du monde à la suite de cette défaite 3 buts à 2.

## Vie personnelle
Sunday a un frère cadet, également footballeur : Egutu Oliseh.

## Joueur

### Clubs
- Formé au Julius Berger Football Club ( Nigeria)
- 1990-1994 : RFC Liège ( Belgique)
- 1994-1995 : AC Reggiana ( Italie)
- 1995-1997 : FC Cologne ( Allemagne)
- 1997-1999 : Ajax Amsterdam ( Pays-Bas)
- 1999-2000 : Juventus ( Italie)
- 2000-01/2003 : Borussia Dortmund ( Allemagne)
- 01/2003-03/2004 : VfL Bochum ( Allemagne)
- 03/2004-12/2004 : Borussia Dortmund ( Allemagne)
- 01/2005-01/2006 : KRC Genk ( Belgique)

### International
- 63 sélections et 4 buts pour le Nigeria.
- Participation à deux Coupes du monde en 1994 et 1998 avec le Nigeria.

### Palmarès
- Médaillé d'or des Jeux olympiques d'Atlanta en 1996 avec le Nigeria.
- Vainqueur du Championnat des Pays-Bas de football en 1998 avec l'Ajax Amsterdam.
- Vainqueur de la Coupe des Pays-Bas de football en 1998 et 1999 avec l'Ajax Amsterdam.
- Vainqueur du Championnat d'Allemagne de football en 2002 avec le Borussia Dortmund.

## Entraîneur
- 2008-2009 : RCS Verviers ( Belgique)
- juil. 2015-fév. 2016 :  Nigeria
- depuis jan. 2017 : Fortuna Sittard  Pays-Bas